# Андропомп
Андропомп (др.-греч. Ἀνδρόπομπος) — персонаж греческой мифологии из аттического цикла, отец Меланфа и основатель города Лебедос в Ионии.

## В мифологии
Античные авторы называют Андропомпа сыном Нелеида Бора, царя Мессении и правнука Нестора, либо его внуком через Пенфила; матерью Андропомпа была Анхироя. Этот герой был женат на Гениохе, дочери Армения из рода царя Фер Адмета, которая родила ему сына Меланфа — основателя афинской царской династии.
Во время войны с Фивами Андропомп сошёлся в поединке с царём Ксанфом. В бою позади Ксанфа появился Дионис в чёрной козлиной шкуре, и тогда Андропомп упрекнул врага, что тот не один. Ксанф обернулся и тут же был убит. По одной из версий, эта война началась из-за Мелайн (Μελαινα), пограничной местности между Аттикой и Беотией, и её предсказал оракул. Андропомпа в связи с этими событиями упоминает только Павсаний: у Полиэна фигурирует его сын Меланф.
Согласно Страбону, Андропомп считался основателем города Лебедос в Ионии. Прежде чем построить город, этот герой «захватил какое-то место под названием Артис».